# Віру (культура)

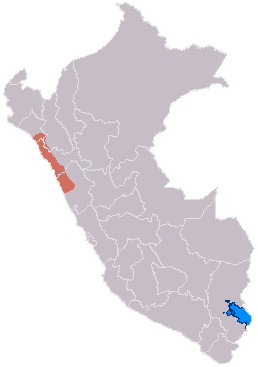
Поширення культури Віру

Віру — андська доколумбова культура, що існувала в долині Віру (звідси походить її назва) на північно-західному узбережжі сучасного Перу (регіон Ла-Лібертад). Існувало з 200 року до н. е. до 600 року н. е. Також має іншу назву «Гальїнасо».

## Історія
Спочатку народ Віру мешкав у гірських районах. За різними версіями близько 200 року до н. е. зайняли території між долинами річок Санта і Віру. Розглядають три періоди існування цієї культури, що насамперед відобразилося в будівництві. Найбільший розвиток припадає на період зі 100 до 500 років н. е.
Більшість населення мешкала у нижній частині течії річки Віру. Головним культовим, а згодом об'єднуючим центром стало городище Гальїнасо, яке в часи розквіту мало площу 11,5 га.
Занепала під тиском народу культури Моче.

## Устрій
Не існувало єдиної держави. Зберігалася родова громада, що контролювала поселення. Були об'єднані лише на періоди захисту своїх територій та створення великих проєктів, насамперед іригаційної системи. Водночас в період Віру II відбувається соціальне розшарування. На момент зникнення культури знаходилося на переході до класового суспільства.

## Господарство
Було розвинене землеробство та скотарство. Піднесення першого досягалася зрошувальними каналами, як добрива використовували гуано. Основними сільськогосподарськими культурами були кукурудза, квасоля, калабас, юка, бавовна, індійський перець, лукума.
В скотарстві провідну роль відігравало розведення лам, що забезпечувало населення м'ясом та шкірою. Набуло розвитку прибережне та річкове рибальство.
Допоміжний характер мали полювання та збиральництво, передусім молюсків. 

## Іригація
На час існування цієї культури відноситься поява іригаційної системи. Вважається, що найважливіші стародавні канали, розташовані в гирлі долини Віру, пов'язані з укріпленими пунктами цієї культури Віру. У різних місцях долини дотепер помітні сліди полів, розбитих на дрібні ділянки, часто обгороджені невеликими стінками. Основні канали брали початок значно вище за течією річки Віру і йшли по північному і південному краях долини, а до центру її відходили дрібніші канали, які підводили воду до полів.

## Архітектура
Серед пам'яток культури виділяються поселення, громадські або культові місця й укріплені пункти. Як будівельний матеріал вживалися камені й адоби, причому адоби частіше застосовувалися в рівнинній частині долини річки Віру.
Представники цієї культури зводили великі багатокімнатні будівлі доволі чіткого планування. Вони розташовані на спеціальних терасах і налічують до 100 кімнат, хоча зазвичай їх менше. Кімнати розташовані близько одна до одної без особливого порядку і далеко не завжди мають правильну прямокутну форму. Їх розміри становлять 5-6 м2.
У деяких будівель план більш чіткий і загальні обриси прямокутні. Крім того, зустрічаються невеликі будинки, що складалися з 1 великої кімнати з прибудованими маленькими службовими приміщеннями. Усі житлові комплекси розкидані ізольовано, на різній відстані один від одного і не утворюють єдиних поселень із загальним плануванням.
Великі житлові пагорби, на думку дослідників, являли собою залишки цілих поселень. Розкопки на декількох з них розкрили стіни й кімнати, з'єднані в одне ціле поселення.
Громадські або культові споруди являють собою піраміди різного розміру, складені з землі й каміння. Висота їх досягає 25 м. Вони часто поєднуються з житловими комплексами. Однак є припущення, що піраміди виникли дещо пізніше, ніж житловий комплекс. Вони підносяться вже на житлових пагорбах, що утворилися в результаті руйнування і подальшої забудови низки основних будівель. Іноді піраміди оточені будівлями.
Укріплені пункти розташовані найчастіше на мисах або невеликих височинах. У найвищій точці простору, огородженого кам'яною стіною, розташовується ступінчаста піраміда з адобів, до якої часто прилягають платформи й іноді великі приміщення зі стінами з адобів.

## Кераміка

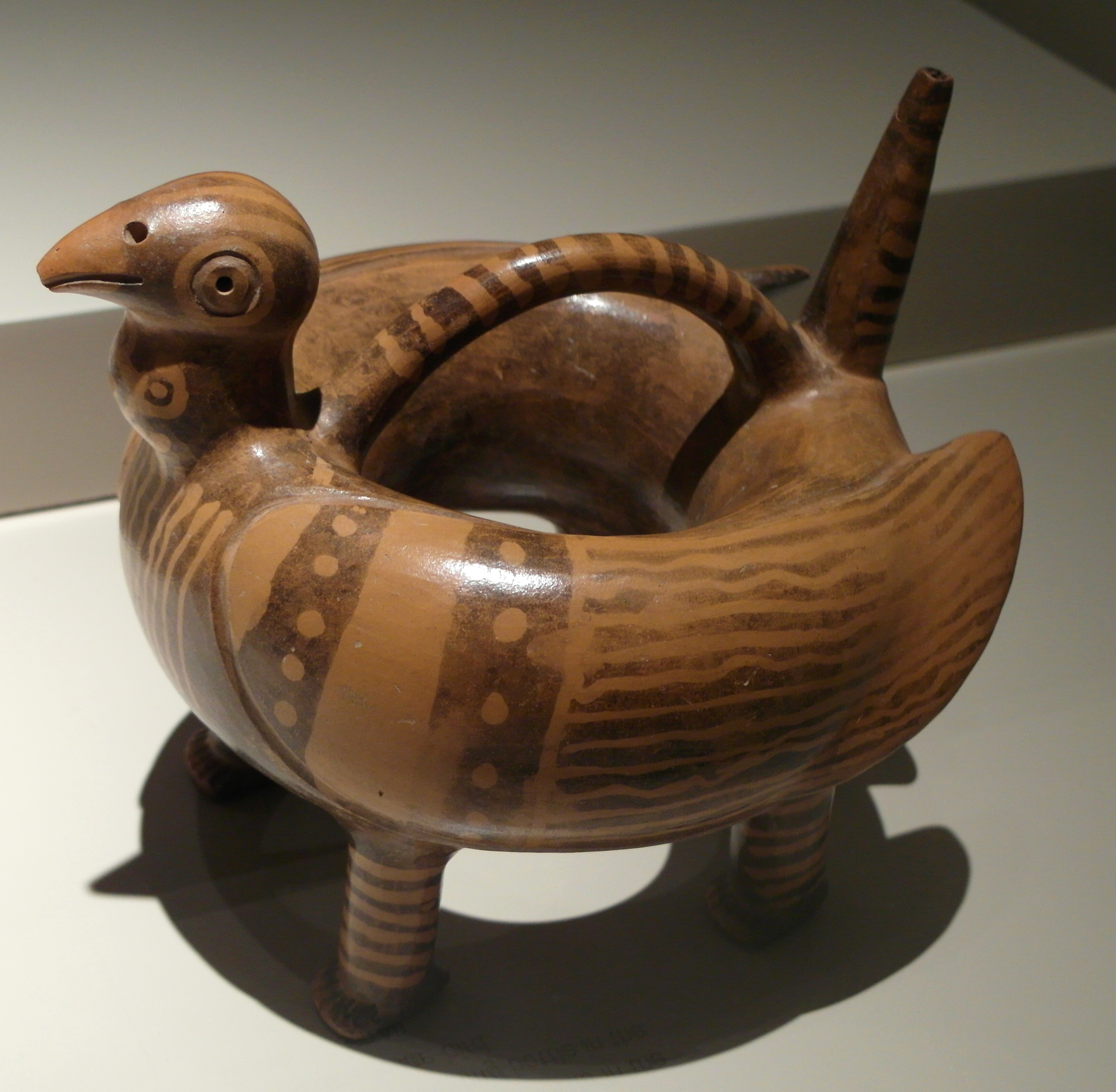
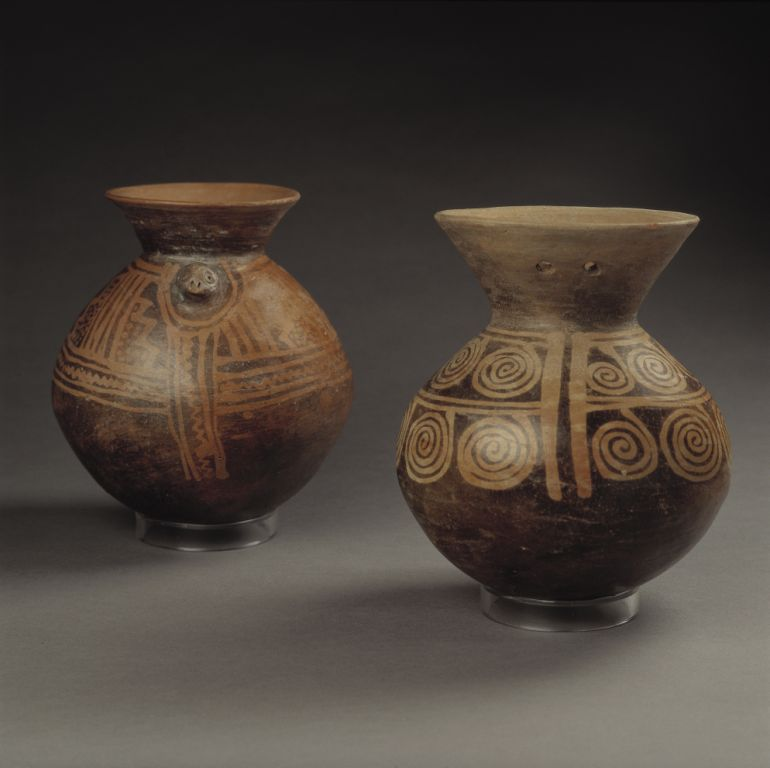

Виготовляли перш за все посудини з округлим тулубом і невисоким відігнутим віночком. Інші посудини з округлим тулубом мають широке і високе горло з розбіжними або опуклими стінками. Крім того, часті миски округлої або усічено-конічної форми. Зрідка у мисок є ніжки. Використовувалися також пласкі таці.
Цікаві посудини у вигляді глибокої чаші на досить високому піддоні. Є й сплощені горщики з відігнутим віночком.
У період Віру II з'являються глечики, з прямим, а іноді дещо звуженим горлом, «бутлі», горщики на піддоні з ребром посередині тулуба, з віночком, що розходиться віночком, судини з місткоподібною ручкою. Останні мали як один корпус з двома горлянками, так і два з'єднаних біля корпусу. Деяке поширення отримують посудини зі стременоподібним горлом. Відомі горщики з округлим тулубом і майже горизонтальним віночком., посуд з горизонтальною ручкою і нешироким отвором.
Орнаментація посуду переважно рельєфна. Широко застосовувалися наліпками й валики з поперечною нарізкою і гладенькі. Найчастіше вони йдуть зверху вниз по плічках посудин з піддоном. Інша техніка нанесення орнаменту — вдавлення, нанесені штампом, зазвичай з трикутними зубчиками. Найчастіше вони розташовані на широкому віночку. На віночку також зустрічаються і пальцеві вдавлення.
Дуже поширені на кераміці зображення облич. Особливо часто, хоча і не завжди, вони розміщені на горлах посуду. Стилістично такі зображення поділяються на 2 групи: а) зображення з округлими рисами обличчя й очі, переданими прокресленими або наліпними кружечками з точкою в середині, щоки часто бувають злегка сплощеним; б) особи з довгастими очима, переданими опуклістю або вдавлення, часто супроводжуються зображенням круглих прикрас, просмикнутих у вуха.
Також є часто трапляються «маски» у вигляді голови тварин і птахів, очі яких передані кружками з точкою в центрі, часто весь посуд оформлявся у вигляді зооморфної фігури або птаха. Виділяються посудини з високим віночком з пташиною голівкою на плічку і схематично позначеними крилами й хвостом. Голівка птаха часто зустрічається на посудинах з віночком, що широко, майже горизонтально розходиться. Фігурні судини зображують також будови й людей.
Застосовувався розпис, особливо негативний. Найчастіше — на фігурних посудинах, посудинах з місткоподібною ручкою, зі стременоподібним горлом, горизонтальною ручкою і з майже горизонтальним віночком. Орнаменти, нанесені негативним розписом, зазвичай геометричні та складаються з прямих і хвилястих ліній, точок, кілець, трикутників, спіралей. Вкрай рідко застосовувався розпис білим по червоному.

## Поховання
Небіжчиків ховали зазвичай у витягнутому положенні у вузьких могилах. Кістяки орієнтовані головою на південь. Разом з небіжчиком в могилі знаходять 3-4 посудини. Характерна риса обряду — шматочки металу (наприклад міді) в роті покійного. Маленький шматочок металу зустрічається іноді поруч зі скелетом.
Відомі й багатші поховання, наприклад вояка-жерця, де було знайдено літню людину в мідній масці. Його супроводжували рештки дитини, двох жінок і чоловіка. У могилі знаходилося безліч посудин, дерев'яні жезли з різьбленими інкрустованими навершям, вироби з пір'я, головні убори та інші речі.

## Дослідження
Відкрито і досліджено археологами В.Беннетом та Р. Ларко-Ойле з Інституту вивчення Анд на початку 1940-х років. У 1946 році експедицію очолював Гордон Віллі.